# Leichtathletik-Europameisterschaften 1986/10 km Gehen der Frauen

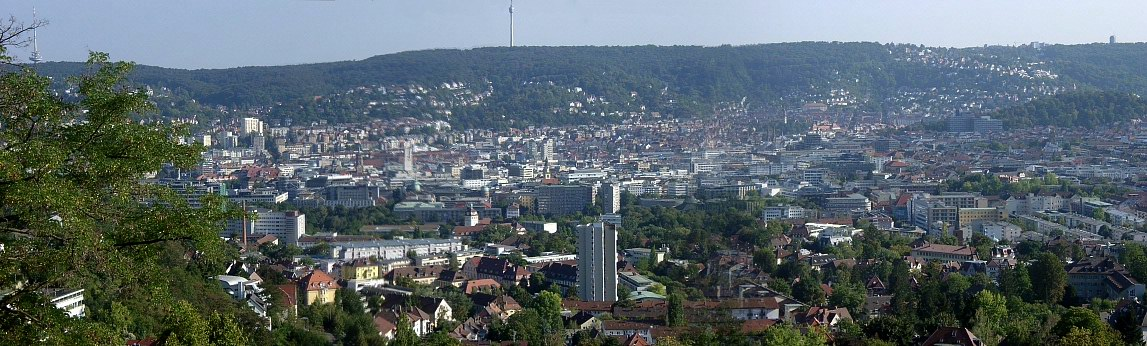
Blick auf Stuttgart vom Bismarckturm im Jahr 2004

Das 10-km-Gehen der Frauen bei den Leichtathletik-Europameisterschaften 1986 wurde am 26. August 1986 in den Straßen Stuttgarts ausgetragen.
Erstmals stand eine Gehstrecke für Frauen auf dem Programm von Leichtathletik-Europameisterschaften. So ging die Angleichung an das Männerprogramm immer weiter voran. Es begann hier in Stuttgart mit einer Streckenlänge von zehn Kilometern, die ab 2006 verdoppelt wurde und so der Distanz der kürzeren Männerstrecke entsprach.
Mit Silber und Bronze errangen die schwedischen Geherinnen in diesem Wettbewerb zwei Medaillen. Europameisterin wurde die Spanierin Mari Cruz Díaz. Silber ging an Ann Jansson. Rang drei belegte Siw Ybanez.

## Rekorde / Bestleistungen
Anmerkung:

Rekorde wurden damals im Marathonlauf und Straßengehen wegen der unterschiedlichen Streckenbeschaffenheiten mit Ausnahme von Meisterschaftsrekorden nicht geführt.

### Bestehende Rekorde / Bestleistungen
| Weltbestzeit         | 44:14 min                          | Yan Hong                           | Jian, Volksrepublik China           | 16. März 1985                      |
| Europabestzeit       | 44:43 min                          | Olga Krischtop                     | Pensa, Sowjetunion (heute Russland) | 23. August 1986                    |
| Meisterschaftsrekord | Wettbewerb erstmals im EM-Programm | Wettbewerb erstmals im EM-Programm | Wettbewerb erstmals im EM-Programm  | Wettbewerb erstmals im EM-Programm |

### Erster Meisterschaftsrekord
Die spanische Europameisterin Mari Cruz Díaz stellte am 26. August mit 46:09 min einen ersten EM-Rekord auf, der bis zu den nächsten Europameisterschaften Bestand hatte. Zur Europabestzeit fehlten ihr 1:26 min, zur Weltbestzeit 1:55 min.

## Durchführung
Hier gab es keine Vorrunde, alle 24 Geherinnen traten gemeinsam zum Finale an.

## Legende
Kurze Übersicht zur Bedeutung der Symbolik – so üblicherweise auch in sonstigen Veröffentlichungen verwendet:
| CR  | Championshiprekord |
| DSQ | disqualifiziert    |

## Ergebnis

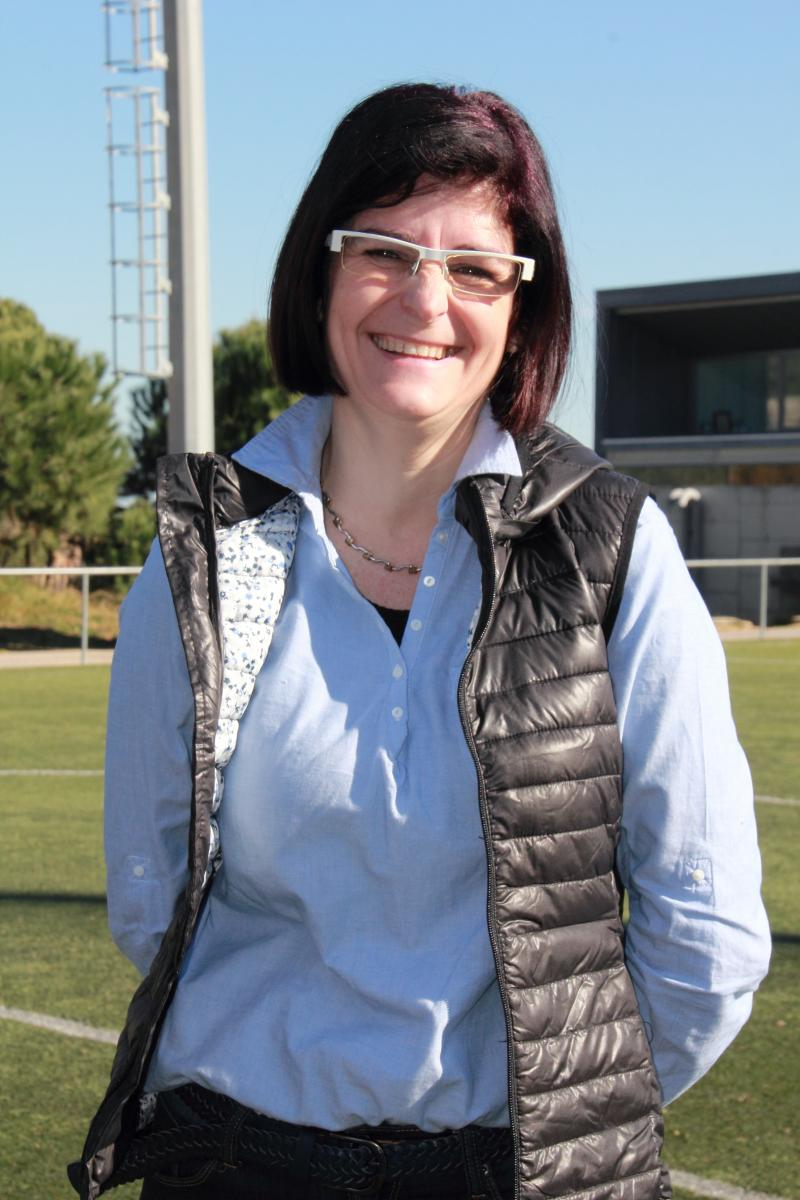
María Reyes Sobrino belegte Rang fünf

26. August 1986, 19:25 Uhr
| Platz | Name                 | Nation           | Zeit (min) |
| ----- | -------------------- | ---------------- | ---------- |
| 1     | Mari Cruz Díaz       | Spanien          | 46:09 CR   |
| 2     | Ann Jansson          | Schweden         | 46:14      |
| 3     | Siw Ybanez           | Schweden         | 46:19      |
| 4     | Jelena Rodionowa     | Sowjetunion      | 46:28      |
| 5     | María Reyes Sobrino  | Spanien          | 46:35      |
| 6     | Lidija Lewandowskaja | Sowjetunion      | 46:36      |
| 7     | Alexandra Grigorjewa | Sowjetunion      | 47:16      |
| 8     | Monica Gunnarsson    | Schweden         | 47:24      |
| 9     | Dagmar Grimmenstein  | DDR              | 47:37      |
| 10    | Mirva Hämäläinen     | Finnland         | 47:50      |
| 11    | Kjersti Plätzer      | Norwegen         | 48:28      |
| 12    | Suzanne Griesbach    | Frankreich       | 48:32      |
| 13    | Dana Vavřačová       | Tschechoslowakei | 48:46      |
| 14    | Lisa Kehler          | Großbritannien   | 49:21      |
| 15    | Beverley Allen       | Großbritannien   | 49:50      |
| 16    | Sirkka Oikarinen     | Finnland         | 50:23      |
| 17    | Gunhild Kristiansen  | Dänemark         | 50:50      |
| 18    | Mária Rosza          | Ungarn           | 51:05      |
| 19    | Synnøve Olsen        | Norwegen         | 51:18      |
| 20    | Christine Tømmernes  | Norwegen         | 51:19      |
| 21    | Renate Warz          | BR Deutschland   | 51:41      |
| DSQ   | Helen Elleker        | Großbritannien   |            |
| DSQ   | Karin Jensen         | Dänemark         |            |
| DSQ   | Ildikó Ilyés         | Ungarn           |            |

## Videolink
- 86 European Track and Field 1986 10km Walk Women, www.youtube.com, abgerufen am 17. Dezember 2022